# Віллем Ейк
Віллем Якобус Ейк (*22 червня 1953, Дюйвендрехт, Нідерланди) — нідерландський кардинал, архієпископ Утрехтський, примас Нідерландів.

## Біографія

єпископ Гронінген

У 1978 р., після навчання в університеті в Амстердамі, захистив докторську дисертацію з медицини. Згодом вступив до духовної семінарії в Керкраде. 1 червня 1985 р. отримав священичі свячення. У 1987 р. захистив докторат з медичної біоетики (з дисертацією про евтаназію), а в 1990 р., після навчання в Папському університеті святого Томи Аквінського — докторат з філософії (з дисертацією про генну інженерію).
17 липня 1999 р. папа Римський Іван-Павло II призначив о. Віллема Ейка правлячим єпископом дієцезії Гронінген-Леуварден. 6 листопада 1999 р. прийняв єпископські свячення (головним святителем був кардинал Адріанус Сімоніс).
11 грудня 2007 р. папа Римський Бенедикт XVI призначив його архієпископом-митрополитом Утрехта, на місце кардинала Сімоніса, який подав у відставку у зв'язку з осягненням пенсійного віку.
На кардинальській консисторії 18 лютого 2012 року Бенедикт XVI надав Віллему Ейку сан кардинала-пресвітера з титулом римської церкви Сан Каллісто.
21 квітня 2012 року кардинал Ейк був призначений членом Конгрегації в справах духовенства і Конгрегації в справах католицької освіти.